# Courtemont-Varennes
Courtemont-Varennes è un comune francese di 335 abitanti situato nel dipartimento dell'Aisne della regione dell'Alta Francia.

## Società

### Evoluzione demografica
Abitanti censiti